# Гладкий Роман Миколайович
Роман Миколайович Гладкий (нар. 9 вересня 1975, Вінницька область, УРСР) — український військовик, капітан 1 рангу.

## Життєпис
У 1997 році закінчив Севастопольський військово-морський інститут.
1997—2003 — працював на посадах від командира ракетно-артилерійської бойової частини малого протичовнового корабля «Луцьк» до командира середнього десантного корабля «Кіровоград» (з липня 2016 року — СДК «Юрій Олефіренко»).
З 2004 по 2013 рік проходив службу на посадах командира великого десантного корабля «Костянтин Ольшанський», начальника штабу — першого заступника командира бригади, командира бригади надводних кораблів, начальника штабу — першого заступника центру морських операцій, начальника командного центру — заступника начальника штабу Командування ВМС ЗС України.
У 2011 році виконував обов'язки командира походу під час виконання великим десантним кораблем «Костянтин Ольшанський» гуманітарної місії з евакуації громадян України та інших країн з Лівії. Під його керівництвом на борт було прийнято та евакуйовано з території ведення бойових дій 85 громадян України і 108 громадян інших держав.
Після анексії Криму Росією він виїхав на материкову частину України, дружина і дитина — лишились.
У період 2015—2016 років очолював управління надводних та підводних сил Командування ВМС Збройних Сил України.
З липня 2016 року начальник штабу — перший заступник командувача ВМС Збройних Сил України.
2018 року звільнений з посади за неналежне виконання службових обов'язків.
У 2019 році Гладкий очолив Спільний центр з контролю та координації питань припинення вогню та стабілізації лінії розмежування сторін (СЦКК).
У 2020−2023 роках обіймав посади заступника начальника Об'єднаного штабу Командування Об'єднаних сил та заступника командувача Об'єднаних сил Збройних Сил України.
У серпні 2024 року призначений начальником штабу Командування Сил безпілотних систем Збройних Сил України, що викликало критику від низки громадських, політичних і військових діячів, а також командувача Сил безпілотних систем Вадима Сухаревського. Протягом 2014—2015 років 26 разів перетинав прикордонні пункти РФ. Після оприлюднення цих фактів та даних, що СБУ не проводила перевірку Гладкого перед призначенням, головнокомандувач Сирський призначив додаткову перевірку, а самого Гладкого усунули від виконання обов'язків на час розслідування.
23 жовтня 2024 року Гладкого було звільнено з посади начальника штабу командування Сил безпілотних систем.

## Особисте життя
- Дружина — Олена Гладка (нар. 3.12.1977), громадянка Росії, яка після окупації Криму мешкала там[14]
- Донька — Тетяна Гладка (нар. 9.09.2004), брала участь у спортивних змаганнях у Севастополі під прапором Росії за спортивний клуб ЦСКА[15]. Згодом стала виступати за Україну у СДЮСШОР «Динамо» в місті Одеса і «ЦСКА ЗСУ» в місті Київ. У 2018 році була включена до резерву Національної збірної України з плавання[16]. Призерка чемпіонатів України з плавання[17][18].